# Henryk Kadyi
Henryk Karol Klemens Kadyi (ur. 23 maja 1851 w Przemyślu, zm. 25 października 1912 we Lwowie) – polski profesor anatomii opisowej oraz patologii. Przyczynił się do podniesienia weterynarii do rangi studiów uniwersyteckich.

## Życiorys
Syn Ludwika i Klementyny. Jego braćmi byli Juliusz (zm. 1916, radca dworu) i Józef (lekarz). Studia lekarskie rozpoczął na Uniwersytecie Jagiellońskim. Następnie przeniósł się do Wiednia, gdzie kontynuował i ukończył w 1875 studia medyczne. Uzyskawszy doktorat zdecydował się na asystenturę u profesora Ludwika Teichmanna i od 1876 związał się z katedrą anatomii opisowej UJ. W 1878 roku został docentem anatomii opisowej i porównawczej Uniwersytetu Jagiellońskiego. W latach 1881 do 1894 profesor anatomii prawidłowej i histologii Akademii Medycyny Weterynaryjnej we Lwowie, od 1881 do 1890 profesor anatomii patologicznej i patologii ogólnej Akademii Medycyny Weterynaryjnej we Lwowie. Był twórcą Wydziału Lekarskiego Uniwersytetu Lwowskiego otwartego w 1894. Od 1894 do 1912 roku profesor anatomii opisowej i topograficznej Uniwersytetu Lwowskiego. Od 1898 do 1899 rektor Uniwersytetu Lwowskiego. W 1889 roku został członkiem korespondentem Akademii Umiejętności.
W latach 1894–1895 był prezesem Polskiego Towarzystwa Przyrodników im. Kopernika. Żona: Rozalia. Córka: Jadwiga Kwiatkowska z domu Kadyi, żona Jana Jerzego – oboje zginęli tragicznie w grudniu 1917 r.
Zmarł 25 października 1912 wskutek zakażenia, które wdało mu się podczas balsamowania zwłok Stanisława Badeniego, gdy zaciął się w palec. Został pochowany na Cmentarzu Łyczakowskim we Lwowie.
Jego imieniem nazwane zostały ulice w Przemyślu i we Lwowie.

## Wybrane prace
Był encyklopedystą oraz edytorem Encyklopedii zbiór wiadomości z wszystkich gałęzi wiedzy – polskiej encyklopedii wydanej w latach 1898–1907 przez społeczną organizację edukacyjną Macierz Polska, która działała w Galicji w okresie zaboru austriackiego. Opisał w niej zagadnienia z zakresu medycyny .
- Kilka przypadków zboczeń układu naczyniowego (1881)
- Ueber die Nothwendigkeit des thierärztlichen Studiums. M. Perles, Wien 1891
- O naczyniach krwionośnych rdzenia pacierzowego ludzkiego
- Rozwój i działalność c. k. Szkoły Weterynaryi we Lwowie od jej założenia w r. 1881 aż do końca roku szkolnego 1893/4
- O barwieniu ośrodków nerwowych przy pomocy zaprawy (bajcowania) solami metali ciężkich (1900)
- Ueber die Färbung der nervösen Centralorgane nach Beizung mit Salzen schwerer Metalle (1901)
- Metoda barwienia szarej istoty mуzgu i rdzenia karminem po zaprawieniu octanem uranowym  (1907)